# Pokémon : Noir – Victini et Reshiram et Pokémon : Blanc – Victini et Zekrom
Pokémon, le film : Noir - Victini et Reshiram, ou  Pokémon, le film : Blanc - Victini et Zekrom, est le quatorzième film Pokémon. Il en existe en fait deux jumelés, qui sont tous deux centrés sur Victini.

## Synopsis
Le Pokégroupe arrive dans la paisible ville d'Eindoak, dans laquelle il participe au tournoi annuel organisé par Maurice, le maire de la ville. Sacha y affronte Carlita et son Trioxhydre. À la suite de son affrontement contre la jeune femme, nos héros rencontrent Victini. Après leur rencontre avec Juanita, la mère de Carlita, le pokégroupe rencontre Damon, le frère aîné de Carlita et apprend les origines de leur famille. Il y avait environ un millier d'années s'établissait non loin d'Eindoak, le royaume du Val, gouverné par un roi et son Victini. À cette époque, les deux grands légendaires appartenaient aux deux fils du roi. Leur soif de réalité et d'idéal fit sombrer leur royaume dans le chaos et fit s'endormir les deux dragons. Le roi fut contraint d'user du pouvoir de son Pokémon pour rétablir le flux d'Énergie Draconique, énergie-mère du monde, piégeant Victini dans la partie nord d'Eindoak. C'est là aussi où Damon dévoile son projet d'exaucer le rêve de sa mère, et ainsi on découvre que Damon a été choisi par Zekrom (dans le film Noir) et par Reshiram (dans le Blanc). Mettant en œuvre son plan, Damon dut utiliser le pouvoir de Victini. Juste après Sacha réveilla le dragon contraire à celui de Damon. Maurice prévient ensuite Damon que l'Énergie Draconique était corrompue, engendrant une série de catastrophes mettant notre héros à mal. Sauvé par Victini et croyant ce dernier mort, Sacha lance un macaron vers la mer. Le Pokémon se dévoile, toujours vivant et montrant sa passion folle pour ces petites friandises.

## Fiche technique
Production Française
- Production = SDI Media
- Directeur Artistique = Jean-Marc Delhausse
- Adaptation Française = Sophie Servais
- Version Française de "Black and White"
  - Paroles par = Marie-Line Landerwyn
  - Interprétée par = Marie-Ange Teuwen feat.Hervé Twahirwa
- Version Française de "Follow Your Star (Ideals Mix)"
  - Paroles par =[Marie-Line Landerwyn
  - Interprétée par = Luc de Wacter
- Version Française de "Follow Your Star (Truth Mix)"
  - Paroles par = Marie-Line Landerwyn
  - Interprétée par = Marie-Line Landerwyn

## Distribution
- Aurélien Ringelheim: Sacha
- Béatrice Wegnez : Iris
- Maxime Donnay : Rachid
- Catherine Conet : Jessie
- David Manet : James, Reshiram
- Philippe Tasquin : Miaouss
- Michel Hinderyckx : Narrateur
- Nicolas Matthys : Damon
- Maïa Baran : Carlita
- Manuela Servais : Roilita
- Lionel Bourguet : Maurice
- Audrey d'Hulstère : Luisa
- Jean-Michel Vovk : Zekrom, Le Roi
- Benoît Van Dorslaer : Ravine
- Colette Sodoyez : Glacine
- Julie Basecqz : Luis, voix de Pokémon
- Jean-Marc Delhausse : Donuke, voix de Pokémon
- Frédéric Clou : Leeku, voix de Pokémon
- Fabienne Loriaux : Voix de Pokémon
- Delphine Chauvier : Voix de Pokémon

## Anecdotes
- Ce film est le premier à sortir en deux versions à l'instar des jeux vidéo de la série Pokémon.
- Ce film est le premier produit Pokémon à sortir sur support Blu-ray en France.
- Dans le film Pokémon Noir - Victini et Reshiram il y a un Golemastoc chromatique et dans le film Pokémon Blanc - Victini et Zekrom il y a un Trioxhydre chromatique.